# Ödön Lechner
Pour les articles homonymes, voir Lechner.
Dans le nom hongrois Lechner Ödön, le nom de famille précède le prénom, mais cet article utilise l’ordre habituel en français Ödön Lechner, où le prénom précède le nom.
Ödön Lechner ([ˈødøn], [ˈlɛçnɛɾ]), né le 27 août 1845 à Pest et mort le 10 juin 1914 à Budapest, est un architecte hongrois.
Architecte le plus influent de la Sécession hongroise, il se donna pour objectif de créer un « style national hongrois » clairement identifiable en associant à la démarche de l'Art nouveau des éléments traditionnels hongrois et indiens, pays d'origine, pensait-on, des Magyars.

## Biographie
Ödön Lechner étudie à Berlin avant de compléter sa formation en travaillant en Italie. En 1875, après le décès de sa femme survenu peu après leur mariage, il part à Paris où il travaille avec Clément Parent jusqu'en 1878. De retour en Hongrie, il travaille en collaboration avec Gyula Pártos jusqu'en 1896, après la réalisation du Musée hongrois des arts décoratifs à Budapest. Libéré des commandes publiques, il travaille ensuite comme architecte indépendant. En 1906, il publie une synthèse de ses vues dans le journal Művészet.
Après un voyage à Londres en 1889 - 1890, son style se libère progressivement de l'historicisme pour épouser la modernité.
Ses principales réalisations à Budapest sont le musée des Arts décoratifs, la Caisse d'épargne de la poste (en collaboration avec Alexander Baumgarten) et l'Institut d'État hongrois de géologie. Derrière les façades exubérantes, ses bâtiments possèdent des intérieurs d'une grande simplicité, sont fonctionnels et lumineux. Sa dernière réalisation, la maison de Gyula Vermes dans le 5e arrondissement de Budapest, date de 1910-11.
Dès 1889, Ödön Lechner intègre des carreaux vernissés dans son architecture, à l'instar de la façade de la maison Thonet. Par la suite l'utilisation de tuiles vernissées polychromes, fabriquées à la manufacture Zsolnay de Pécs devinrent un élément significatif de sa signature.

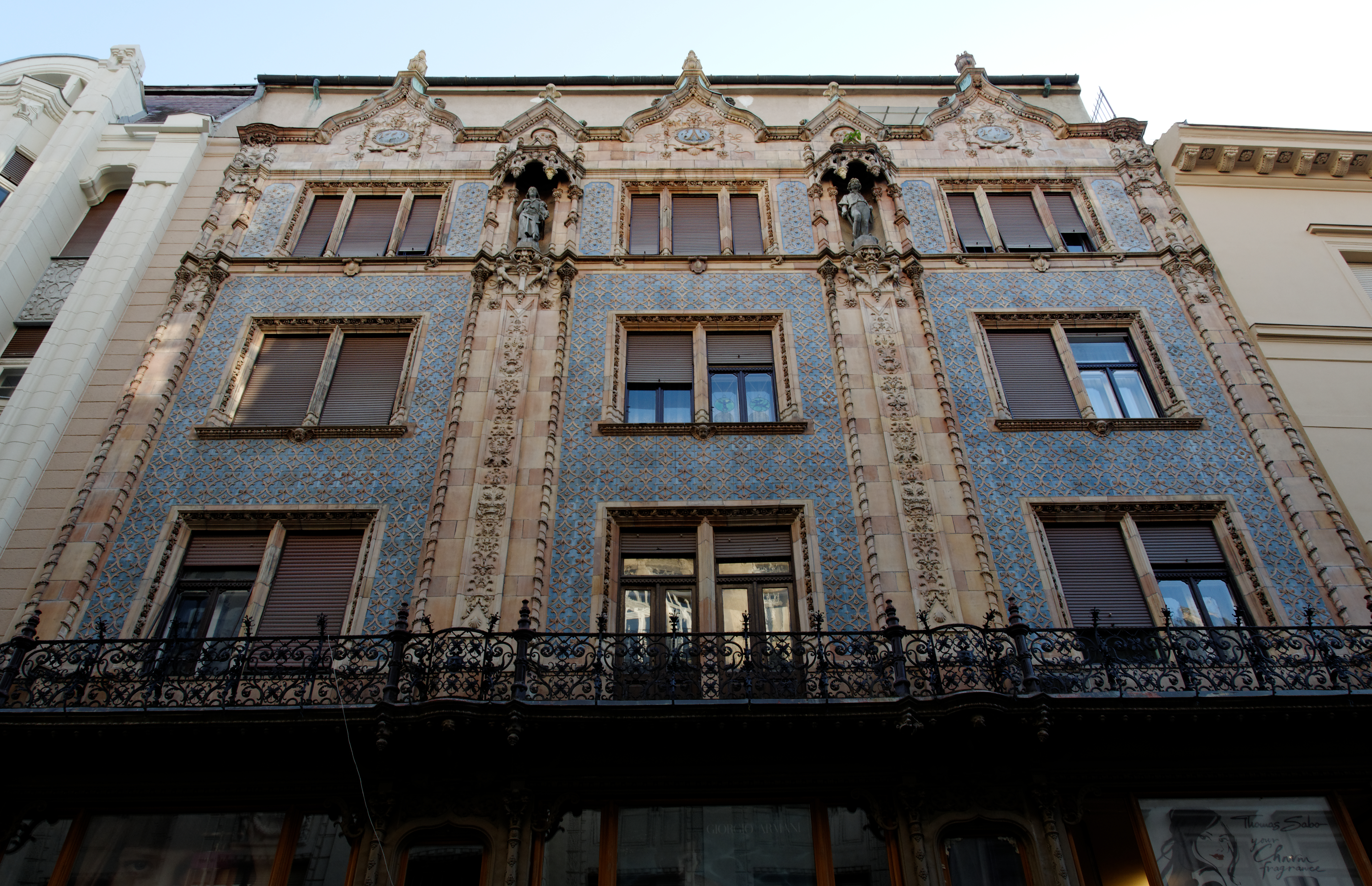
Maison Thonet, N°11 Váci utca Budapest (1889)
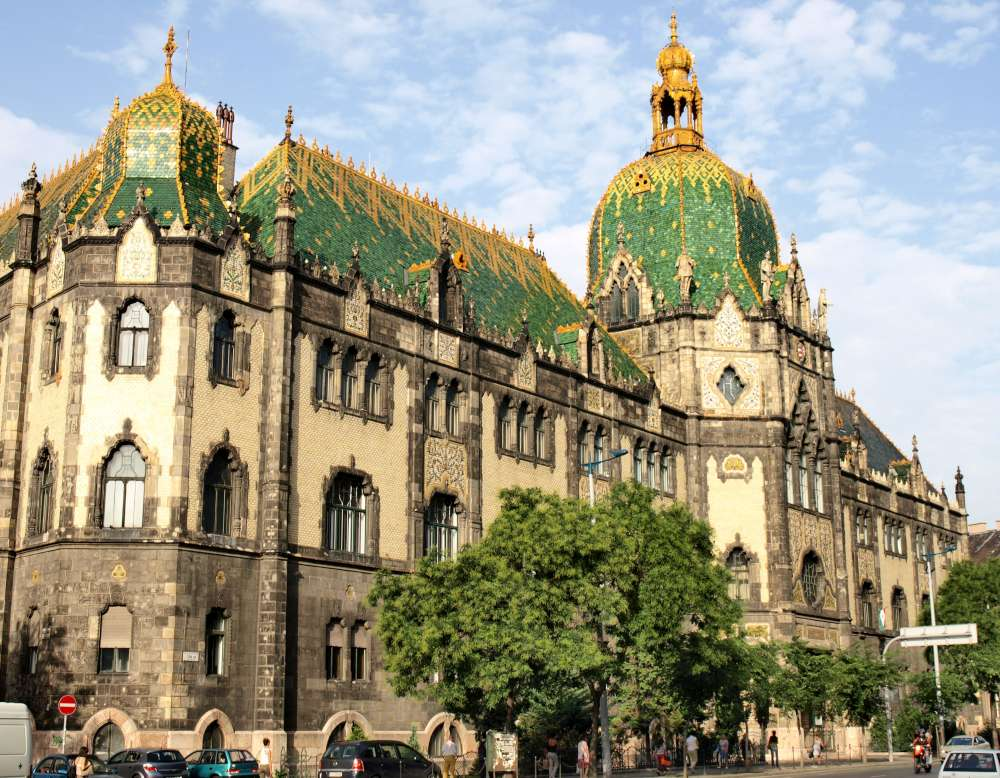
Musée des arts décoratifs de Budapest (inauguré en 1889)
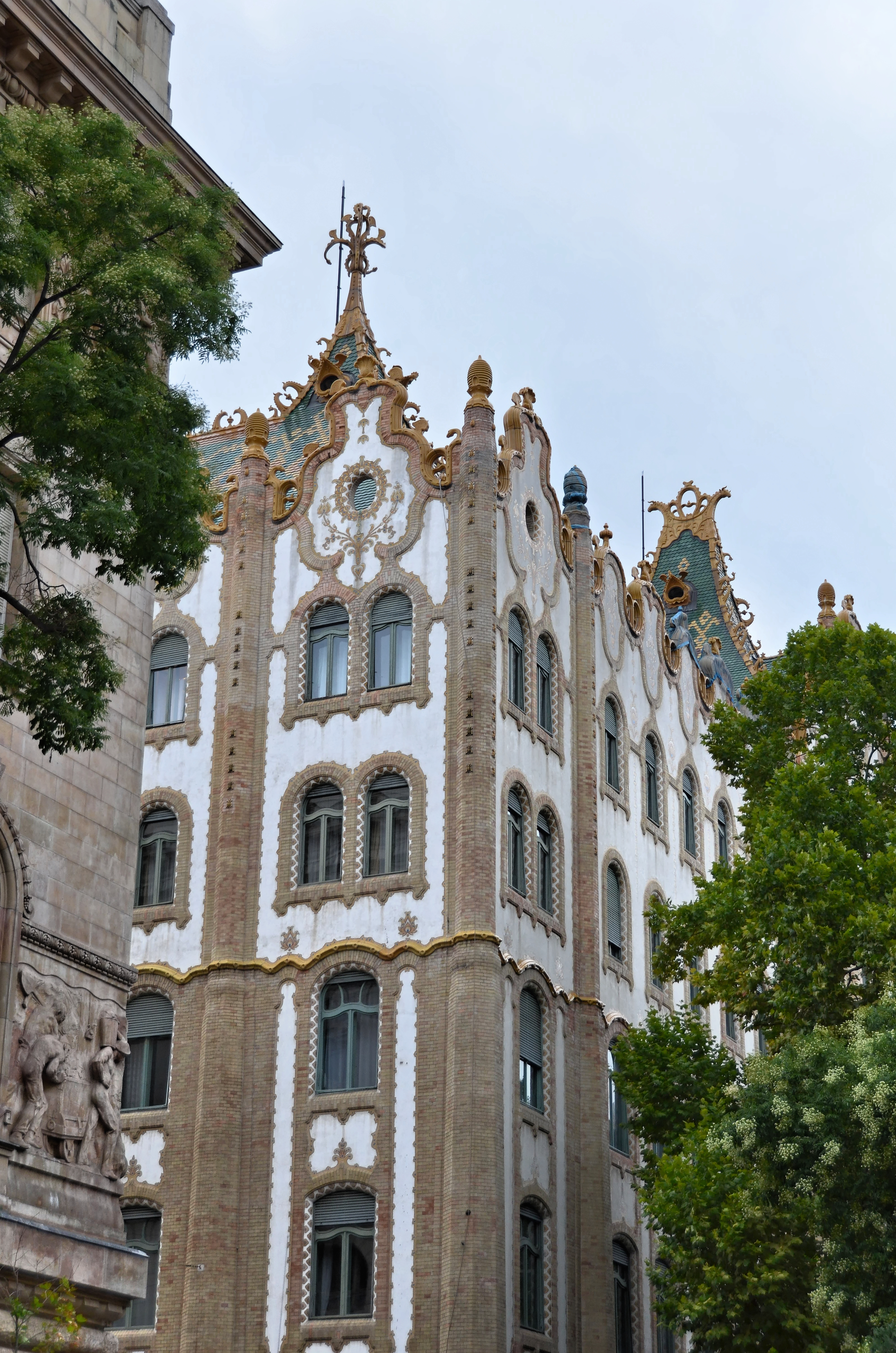
Caisse d'épargne de la poste de Budapest (1900-1901)
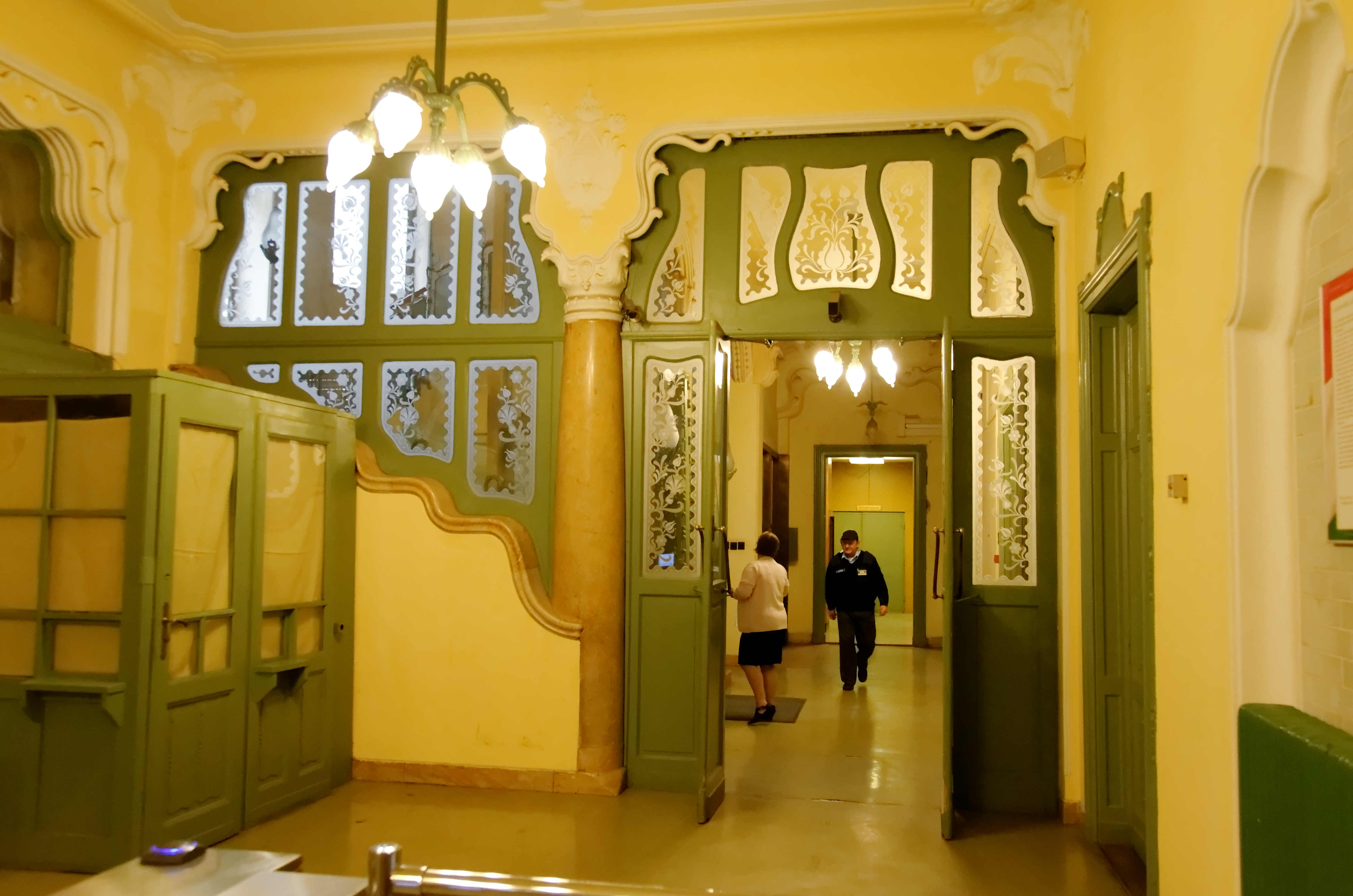
Entrée de la Caisse d'épargne de la poste
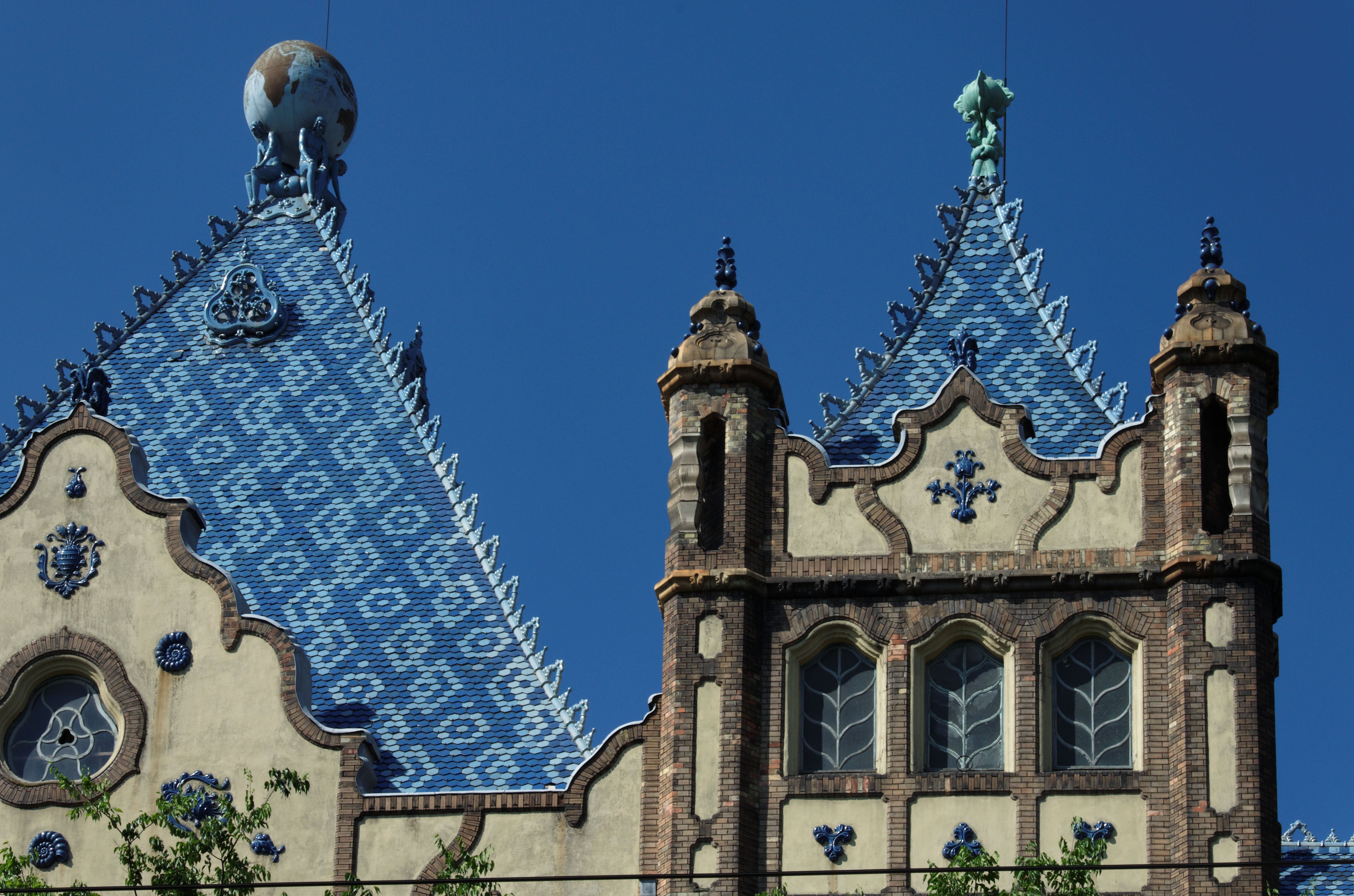
Institut d'État hongrois de géologie à Budapest (1899)